# 혁신도시
혁신도시(革新都市, Innovation City)는 행정중심복합도시 사업과 연계하여 노무현 정부가 추진한 지방균형발전사업으로 공공기관 지방이전과 산(産)·학(學)·연(硏)·관(官)이 서로 협력하여 지역의 성장거점지역에 조성되는 미래형 도시이다. 혁신도시는 모두 4가지 유형으로 건설되며 각각 지역의 시도별 지역산업과 도시별 테마를 설정하여, 지역별로 특색있는 도시로 개발될 예정이다.

## 근거 법률
- 공공기관 지방이전에 따른 혁신도시 건설 및 지원에 관한 특별법

## 연혁
- 2003년 6월 국가균형발전을 위한 공공기관 지방이전 추진 방침 발표
- 2004년 4월 국가균형발전특별법에 ‘공공기관 지방이전’ 법적근거 마련
- 2004년 8월 31일 공공기관 지방이전의 기본원칙 및 추진방향 발표
- 2005년 5월 27일 정부와 12개 시도지사간 ‘기본협약’체결
- 2005년 6월 '노정 기본협약’ 체결

- 정부와 한국노총 공공노련, 금융노조와 협약 체결 (2005.6.21)
- 정부와 민주노총 공공연맹과 협약 체결 (2005.6.23)
- 2005년 6월 24일 국무회의 심의를 거쳐 ‘공공기관 지방이전계획’ 수립 및 발표[8]
- 2005년 7월 27일 시도 및 이전기관에 ‘혁신도시입지선정지침’ 통보
- 2005년 8월 5일 '공공기관지방이전추진단’(단장: 차관) 설치
- 2005년 8월 31일 정부, 시도, 이전기관간의 ‘이행기본협약’체결
- 2005년 9월 28일 시도별 ‘입지선정위원회’ 구성
- 2005년 10월 13일 정부, 시도, 이전기관 등으로 ‘공공기관지방이전추진협의회’ 구성
- 2005년 12월 23일 10개 혁신도시 입지선정 완료 (시도별 입지선정위원회)
- 2006년 2월 7일 혁신도시 건설을 위한 사업시행자 내정
- 2006년 4월 7일 혁신도시건설 기본구상, 방향 마련
- 2007년 1월 11일 혁신도시특별법 제정 (2.12시행)
- 2007년 4월 16일 10개 혁신도시 지구지정 완료
- 2007년 5월 30일 개발계획 및 실시설계 수립 (2008년 12월 수립 완료)
- 2007년 7월 10일 용지보상 착수 (2009년 10월말 99.2% 보상완료)
- 2007년 12월 14일 28개 이전공공기관 지방이전계획 승인
- 2008년 10월 23일 13개 이전공공기관 지방이전계획 승인
- 2008년 12월 30일 27개 이전공공기관 지방이전계획 승인
- 2009년 6월 1일 혁신도시 발전방안 수립
- 2009년 6월 8일 20개 이전공공기관 지방이전계획 승인
- 2009년 8월 4일 18개 이전공공기관 지방이전계획 승인
- 2009년 10월 26일 11개 이전공공기관 지방이전계획 승인
- 2010년 1월 21일 11개 이전공공기관 지방이전계획 승인
- 2010년 5월 20일 9개 이전공공기관 지방이전계획 승인
- 2010년 8월 20일 20개 이전공공기관 지방이전계획 승인
- 2011년 7월 28일 10개 이전공공기관 지방이전계획 승인
- 2011년 9월 8일 3개 이전공공기관 지방이전계획 승인
- 2011년 12월 30일 9개 이전공공기관 지방이전계획 승인
- 2012년 7월 18일 10개 이전공공기관 지방이전계획 승인
- 2020년 대전·충남 혁신도시 지정

## 혁신도시 개발유형
- 산·학·연·관 연계를 통한 혁신을 창출하는 혁신거점도시
  - 이전공공기관과 지역전략산업의 연계로 지역발전을 견인
  - 산·학·연·관 클러스터를 통한 새로운 지역발전 성장동력 창출
- 지역별 테마를 가진 개성있는 특성화도시
  - 혁신도시별로 지역별, 산업별 특성을 브랜드화
  - 지역의 정체성을 살릴 수 있는 랜드마크와 개성있는 이미지 창출
- 누구나 살고싶은 친환경 녹색도시
  - 자연지형을 최대한 보전하고 생태계의 다양성, 순환성 확보
  - 에너지와 자원을 절약하는 지속가능한 도시공간구조와 교통체계 구축
- 학습과 창의적 교류가 가능한 교육·문화도시
  - 특목고 설치 등 교육여건의 선진화로 우수한 교육환경 조성
  - 지역의 특성과 아름다운 경관이 살아있는 품위있는 도시문화 연출
  - 지식정보시대 첨단도시 운영시스템이 구축된 U-City 조성

## 혁신도시 개발규모

### 인구
- 혁신도시 계획인구는 약 2~5만으로 단계별 개발
  - 1단계(2007 ~ 2012, 이전 공공기관 정착단계)
    - 이전공공기관과 연관기업 종사자수 약 2,500 ~ 4,000명, 유발인구는 약 15,000 ~ 25,000명

  - 2단계(2013 ~ 2020, 산·학·연 정착단계)
    - 혁신도시에 유치된 민간기업, 대학, 연구소 종사자수 약 4,000 ~ 8,000명, 유발인구 25천 ~ 5만명

  - 3단계(2021 ~ 2030, 혁신확산 단계)
    - 혁신클러스트 확산에 따른 일자리수와 유발인구는 지역과 규모에 따라 상이

### 도시개발규모
- 자연경관 보전, 쾌적한 주거환경 등 환경적인 측면을 고려하여 250~350인/ha 수준의 중·저밀로 개발
- 혁신도시 전체 개발규모는 계획인구 수용을 위한 도시규모, 이전기관 소요면적, 산·학·연 클러스터 형성을 위한 면적, 유보지 등으로 구성
- 국내 신도시 수준인 1인당 부지면적 25평~50평을 적용할 경우,
  - 인구 2만 수용을 위한 면적은 약 50~100만평 규모
  - 인구 5만 수용을 위한 면적은 약 150~250만평 규모

## 혁신도시 주요정책 추진일정
- 혁신도시건설지원특별법 제정 추진
  - 효율적이고 일관성 있는 혁신도시건설을 위해 혁신도시 개발 및 지원을 위한 특별법 제정·시행(2007.02.12 시행)
  - 주요 내용은 △공공기관 및 직원에 대한 지원, △종전부지 처리·활용방안, △특별회계 설치, △도시개발절차 등임
- 혁신도시 건설에 본격 착수
  - 혁신도시 개발목표와 미래상, 환경·주거·교통 등 개발의 기본원칙 등을 제시한 「혁신도시 기본구상 방향」마련, 각 시·도에 전달(‘06.4)
  - 최적의 혁신여건과 정주여건을 갖춘 혁신도시별 기본 구상 마련(‘06.7) 및 지구지정, 개발계획 마련을 본격 추진
  - 각 시·도별 개발계획 및 실시 계획 수립에 따라 혁신도시 건설 공사에 착수(‘07년)
- 차질 없는 공공기관 지방이전 완료(2012년까지)
  - 건설교통부 산하 공기업인 한국토지공사, 대한주택공사, 한국도로공사 등은 2011년까지 이전 완료 예정

## 선정기준 및 절차

### 입지선정기준(총 배점: 100)
- 혁신거점으로의 발전가능성
  - 간선교통망과의 접근성(배점 : 20)
  - 혁신거점으로서의 적합성(배점 : 20)
  - 기존도시 인프라 및 생활편익시설 활용가능성(배점 :10)
- 도시개발의 적정성
  - 도시개발의 용이성 및 경제성(배점 :15)
  - 환경친화적 입지가능성(배점 :10)
- 지역내 동반성장 가능성
  - 지역내 균형발전(배점 :10)
  - 혁신도시 성과공유방안(배점 :10)
  - 지자체의 지원(배점 :5)

### 입지선정절차
- 입지선정위원회 구성 (2005년 9월28일)
  - 시도별 ‘혁신도시입지선정위원회’ 구성
  - 위원장을 포함하여 20명(공동혁신도시는 30명) 내외이며, △국토·도시계획 또는 지역경제·산업 관련 전문가

△이전기관협의회 추천자 등으로 구성
- 후보지 평가 및 입지선정(2005년 12월23일)
  - 전문연구기관의 용역을 바탕으로 제정된 입지선정 지침 및 각 시도별 지역의 특성을 반영한 세부기준에 따라 입지선정위원회가 후보지를 평가
- 정부협의 및 입지 확정(2006년 2월)
  - 각 시도별로 후보지 평가 및 선정에 관해 정부와의 협의를 통해 2006년 2월 최종 입지 10곳을 확정함

## 이전대상 공공기관

### 이전대상 공공기관 선정
- '국가균형발전특별법'상 중앙행정기관을 포함한 공공기관은 전국적으로 409개이며, 이중 약 85%인 345개가 수도권에 소재
- 국가균형발전특별법 제18조 및 동법 시행령 제15조 규정에 따라 다음에 해당하는 기관을 이전대상에서 제외
  - 중앙행정기관(행정중심복합도시건설계획에 따라 이전여부결정)
  - 수도권을 관할구역으로 하는 기관
  - 수도권 안의 낙후지역과 폐기물 매립지에 소재한 기관
  - 공연·전시·도서·지역문화복지·의료시설 등 수도권주민의 문화·복리증진에 기여하는 시설을 관리하는 기관
  - 수도권 안에 소재한 문화유적지, 묘지, 매립지, 남북출입장소, 철도역, 공항 등을 관리하는 기관
  - 구성원 상호간의 상호부조, 권익향상 등을 목적으로 설립된 기관
  - 그밖에 수도권 안에 소재하는 것이 불가피하다고 인정되는 기관
- ‘국가균형발전위원회’의 심의를 거쳐 수도권 소재 345개 공공기관 중 175개 기관을 이전대상기관으로 선정
- ‘05.6.24계획 발표이후 농촌진흥청 및 관세국경관리연수원 등 5개 기관이 추가로 이전대상에 포함되어 전체 지방이전대상 공공기관은 180개의 기관이다.
- 전체 180개 기관 중 혁신도시특별법 적용을 받는 기관은 157개 기관이며(혁신도시 124개 + 개별이전 16개 + 세종시 17개), 23개 기관은 행복도시특별법 적용을 받는 세종특별자치시로 이전함.

## 시·도별 배치
- 수도권(서울특별시, 인천광역시, 경기도)을 제외한 14개 시·도에 형평성 원칙에 따라 적정하게 차등 배치
- 공공기관 지방 이전의 효과를 극대화하기 위하여 이전 기관을 최대한 유사한 영역의 업무를 수행하는 동일 기능군으로 분류

### 영남권(75)

#### 부산광역시(21)
- 위치: 부산광역시 영도구 동삼동 일원(616천m²), 남구 문현동 일원 문현금융단지(102천m²), 해운대구 우동 일원(시네포트 단지 61천m²), 남구 대연동 군수사령부 이전부지 대연혁신지구(156천m²)
- 기능군 : 해양수산, 금융, 영화진흥 등
- 이전기관 : 한국자산관리공사(간사기관), 주택도시보증공사[9], 한국주택금융공사, 국립수산물품질관리원, 국립해양조사원, 부산국제금융연수원, 한국예탁결제원[10], 한국조선해양기자재연구원, 한국청소년상담복지개발원[11], 한국해양과학기술원[12], 한국해양수산개발원, 해양환경개발교육원[13], 국립해양박물관, 해양종합금융센터, 게임물관리위원회[14], 게임콘텐츠등급분류위원회, 영상물등급위원회, 영화진흥위원회, 캠코선박운용, 한국해양보증, 한국남부발전㈜

##### 개별 이전(+2)
- 이전 위치 : 남구 문현동 일원
- 이전 기관 : 한국거래소[15], 기술신용보증기금

#### 울산광역시(11)
- 위치 : 울산광역시 중구 우정동 일원(298만m²)
- 기능군 : 에너지, 근로복지, 산업안전 등
- 이전기관 : 근로복지공단(간사기관)[16], 한국석유공사, 안전보건공단, 한국산업인력공단, 한국에너지공단[17], 국립재난안전연구원[18], 에너지경제연구원, 한국기술자격검정원, 고용노동부 종합상담센터[19], 한국동서발전㈜, 도로교통공단 운전면허본부[20]

#### 경상남도(11)
- 위치 : 경상남도 진주시 충무공동 일원(4,119천m²)
- 기능군 : 주택건설, 중소기업진흥 등
- 이전기관 : 주택관리공단㈜(간사기관), 한국토지주택공사[21], 중소기업진흥공단, 한국시설안전공단, 국방기술품질원, 한국산업기술시험원, 한국세라믹기술원[22], 한국승강기안전관리원, 중앙관세분석소, 한국저작권위원회[23], 한국남동발전㈜

#### 대구광역시(15)
- 위치 : 대구광역시 동구 신서동, 동내동 일원(422만m²)
- 기능군 : 산업진흥, 교육·학술, 가스산업 등
- 이전기관 : 한국가스공사(간사기관), 한국산업단지공단, 대구경북첨단의료산업진흥재단, 한국사학진흥재단, 한국장학재단[24], 의료기술시험훈련원, 중앙교육연수원[25], 한국부동산원, 한국교육학술정보원, 한국뇌연구원[26], 한국산업기술평가관리원[27], 한국정보화진흥원[28][29], 중앙신체검사소, 한의기술응용센터[30], 신용보증기금

##### 개별 이전(+2)
- 이전 위치 : 달성군 구지면
- 이전 기관 : 중앙119구조본부[31][32], 한국물기술인증원

#### 경상북도(13)
- 위치 : 경상북도 김천시 율곡동 일원(105만 평)
- 기능군 : 도로교통, 농업기술, 조달, 전력기술 등
- 이전 기관 : 한국도로공사(간사기관), 한국건설관리공사, 교통안전공단, 대한법률구조공단, 한국법무보호복지공단[33], 조달교육원, 조달품질원, 농림축산검역본부[34], 국립농산물품질관리원, 국립종자원, 기상통신소, 우정사업조달센터, 한국전력기술㈜

##### 개별 이전(+3)
- 경주시 (3)
  - 성동동 : 한국수력원자력㈜
  - 북부동 : 한국원자력환경공단[35]
  - 건천읍 : 양성자가속기연구센터[36]

※ 방사성폐기물처리장 유치지역에 대한 보상책으로 선정되었다.

### 충청권(47)

#### 세종특별자치시(23)
※ 정부세종청사로 이전하는 중앙행정기관, 중앙행정기관 산하 소속기관을 제외한 기관들이며 사실상 충청남도 이전
- 위치 : 연기시내 일원 2,212만 평 (행정중심복합도시)
- 이전 기관 : 선박안전기술공단, 과학기술정책연구원, 국토연구원, 농림수산식품교육문화정보원[41], 대외경제정책연구원, 산업연구원, 축산물품질평가원, 한국교통연구원, 한국개발연구원, 한국노동연구원, 한국법제연구원, 한국보건사회연구원, 한국조세재정연구원[42], 한국직업능력개발원, 한국청소년정책연구원, 한국환경정책평가연구원, 경제인문사회연구회, 국가과학기술연구회[43], 한국협동조합연구소

#### 대전광역시(+3)
- 유성구(3)
  - 봉산동 : 한국가스기술공사
  - 도룡동 : 중소기업기술정보진흥원, 한국특허정보원

※ 모두 개별 이전

#### 충청남도(+8)
※ 모두 개별 이전
- 아산시(4)
  - 배방읍 : 국립특수교육원
  - 신창면 : 경찰대학[44]
  - 초사동 : 경찰인재개발원[45], 경찰수사연수원[45]
- 논산시(1)
  - 이전 위치 : 양촌면
  - 이전 기관 : 국방대학교[46]
- 보령시(1)
  - 이전 위치 : 대천동
  - 이전 기관 : 한국중부발전㈜
- 천안시(1)
  - 이전 위치 : 병천면
  - 이전 기관 : 관세국경관리연수원
- 태안군(1)
  - 이전 위치 : 태안읍
  - 이전 기관 : 한국서부발전㈜

#### 충청북도(13)
- 위치 : 충청북도 진천군 덕산읍 두촌리·음성군 맹동면 두성리, 동성리 일원(6.924 km2)
- 기능군 : 정보통신, 인력개발, 과학기술 등
- 이전 기관 : 한국가스안전공사(간사기관), 국가기술표준원[47], 법무연수원[48], 정보통신산업진흥원[49], 정보통신정책연구원, 국가공무원인재개발원[50], 한국고용정보원, 한국과학기술기획평가원, 한국교육개발원, 한국교육과정평가원, 한국소비자원[51], 소방장비검사검수센터[52], 한국인정지원센터

##### 개별 이전 (+8)
- 이전 위치 : 청주시 흥덕구 오송읍 연제리
- 이전 기관 : 식품의약품안전처[53][54], 질병관리본부(現 질병관리청), 오송첨단의료산업진흥재단, 국립보건연구원. 식품의약품안전평가원[55], 한국보건복지인력개발원, 한국보건산업진흥원, 오송생명과학단지지원센터

### 호남권(32)

#### 광주광역시·전라남도(공동 16)
당초 광주혁신도시, 전남혁신도시는 별개의 혁신도시로 추진되었으나 전력 산업(한국전력공사, 한전KPS㈜, 한국전력거래소, 한전KDN㈜ 등 4개)을 유치한 광주광역시, 전라남도의 합의를 바탕으로 광주혁신도시를 전남 지역에 건설하되 광주 인근 지역에 광주광역시, 전라남도 공동 혁신도시를 추진하기로 합의하였다.
- 위치 : 전라남도 나주시 빛가람동 일원(730만m²)
- 기능군 : 전력산업, 농수산업, 방송통신, 문화예술 등
- 이전 기관 : 한국전력공사(간사기관), 한국농어촌공사[57], 한국농수산식품유통공사[58], 사립학교교직원연금공단, 국립전파연구원[59], 농림수산식품기술기획평가원, 농식품공무원교육원[60], 한국농촌경제연구원, 한국방송통신전파진흥원, 한국인터넷진흥원[61], 한국콘텐츠진흥원, 한국전력거래소, 우정사업정보센터, 한국문화예술위원회, 한전KDN㈜, 한전KPS㈜[56]

##### 개별 이전(+2)
- 남구 (1)
  - 남구 임암동 : 세계김치연구소
- 여수시 (1)
  - 오천동 : 해양경비안전교육원[62][63]

#### 전북특별자치도(12)
- 위치 : 전북특별자치도 전주시 덕진구 혁신동, 완주군 이서면 갈산리·반교리·금평리 일원(9.91 km²)
- 기능군 : 농업생명, 식품연구, 연금관리 등
- 이전 기관 : 한국국토정보공사(간사기관)[64], 농촌진흥청[53], 한국전기안전공사, 국민연금공단[65], 한국농수산대학교[66], 국립농업과학원[67], 국립식량과학원, 국립원예특작과학원, 국립축산과학원, 지방자치인재개발원, 한국식품연구원, 한국출판문화산업진흥원[68]

##### 개별 이전(+2)
- 익산시(1)
  - 이전 위치 : 송학동
  - 이전 기관 : 농업기술실용화재단
- 무주군(1)
  - 이전 위치 : 설천면
  - 이전 기관 : 태권도진흥재단

### 강원권(13)

#### 강원특별자치도(12)
- 위치 : 강원특별자치도 원주시 반곡동 일원(360만m²)
- 기능군 : 광업, 건강생명, 관광 등
- 이전 기관 : 한국광물자원공사(간사기관)[69], 대한석탄공사, 한국관광공사, 국립공원공단[70], 국민건강보험공단, 도로교통공단, 한국광해관리공단, 한국보훈복지의료공단, 국립과학수사연구원, 건강보험심사평가원, 한국지방행정연구원, 대한적십자사

##### 개별 이전 (+1)
- 이전 위치 : 지정면
- 이전 기관 : 산림항공본부

### 제주권(8)

#### 제주특별자치도(8)
- 위치 : 제주특별자치도 서귀포시 서호동 일원(34.5만 평)
- 기능군 : 국제교류, 교육연수, 국세 등
- 이전 기관 : 국토교통인재개발원(간사기관)[71], 공무원연금공단, 재외동포재단, 한국국제교류재단, 국립기상과학원[72], 국세공무원교육원, 국세청 고객만족센터, 국세청 주류면허지원센터

## 사건·사고 및 논란

### 행정수도 무산 및 오송 이외 충청권 혁신도시 추가
2004년 10월 21일 헌법재판소가 행정수도건설특별법에 대해 재판관 8대 1의 의견으로 위헌 결정하였다.
2004년 11월 7일 당·정·청 경제워크숍에서 강동석 건설교통부 장관은 충청권에 대해 "신행정수도 건설 사업 중단으로 충청권의 경제적 혼란이 우려된다"며 "충청권에 대한 국가균형발전 시책 보완 검토 등 대책을 강구하겠다"고 분명히 했다. 이와 관련하여 열린우리당에서는 "지방에 골고루 건설하려던 기업도시와 혁신도시를 충청권에 집중 건설해야 한다"는 얘기가 솔솔 나왔다. 기존 정부의 방침은 신행정수도가 들어설 충청권은 국가공공기관 이전 대상지에서 제외한 것은 물론 기업도시와 혁신도시 후보지로서 후순위로 잡아 놓고 있었다.
2005년 5월 2일 국회 건설교통위원회 상임위원회에 참석한 국가균형발전위원회 성경륭 위원장이 열린우리당 노영민 의원(청주 흥덕 을)이 정부의 오송 혁신도시 간주 방침에 이의를 제기하자 '긍정적으로 재검토하겠다'고 답변했다. 이날 노영민 의원은 "충북에서는 정부가 혁신도시 건설과 관련해 오송지역을 충북의 혁신도시로 간주하고 있다는 표현을 쓰고 있다. 그러나 오송은 이미 국가지정산업단지로 지정해 개발하고 있기 때문에 이를 혁신도시로 간주한다는 것은 옳지 않다고 생각한다. (오송을 혁신도시로 간주한)이러한 표현이 사실인가"라며 성경륭 위원장에게 질문을 던졌다. 이에 대해 성경륭 위원장은 "현재 정부가 추진하고 있는 혁신도시의 모델로 오송이 적합하다는 것이지 특정하여 오송을 혁신도시로 간주하는 것은 아니다"고 답변했다.
그러자 재질의에 나선 노영민 의원은 "낙후된 충북 개발을 위해 오송 이외의 지역에 혁신도시를 건설할 수 있도록 적극적인 검토를 요청한다"고 압박했다. 이에 성경륭 위원장은“이후 오송 이외의 충북지역에 혁신도시를 건설하는 문제에 대하여 긍정적으로 검토하겠다“고 응답했다.
2005년 6월 24일 정부는 국무회의 의결을 거쳐 낙후된 충북 북부권 활성화 등을 감안해 12개 공공기관을 배정했다.

### 혁신도시 재검토 논란
2008년 4월 15일 대통령실 관계자가 기자들과의 만남에서 혁신도시에 대해 부정적인 입장을 밝혔다. 이 관계자는 “혁신도시의 문제점은 노무현 정부 때에도 알고 있던 사안”이라며 “이제 검토를 시작하는 단계”라고 설명하고 이어 “대안을 논의하고 있다”며 “하지만 토지보상금이 풀려 전면 백지화는 쉽지 않다”고 밝혔다. 국토해양부가 대통령실에 제출한 보고서에는 부지 조성원가가 인근 산업단지 분양가보다 2~6배 높아 기업 유치가 어렵다는 내용이 들어있었다.
2008년 4월 16일 국토해양부는 “기존 혁신도시 계획에 문제점이 많아 사업을 추진하기 힘들다”며 재검토 방침을 밝혔다. 이에 따라 국토해양부와 한국토지공사는 다음달부터 시작할 예정이었던 혁신도시의 택지공급을 유보하기로 결정했다. 정부의 재검토 방침은 추진하고 있는 공기업 민영화 혹은 통폐합과 관련이 있는 것으로 풀이되는데 이 경우 공공기관의 지방 이전 규모가 축소되거나 사업계획의 대폭 수정이 불가피한 상황이다.
이에 대해 최임식 한국노동조합총연맹 정책국장은 “정부의 재검토 방침은 혁신도시관리위원회나 혁신도시추진단 등의 논의를 거치지 않고 대통령실의 일방적인 지시로 이루어진 것”이라며 “혁신도시에 대한 찬반 여부와 관계없이 심각한 혼란을 초래할 것”이라고 우려했다. 국토해양부 관계자로부터 대통령실에서 일방적으로 지시가 내려왔다는 사실을 확인했다는 것이다.
박찬희 한전KPS 노동조합 위원장도 “혁신도시와 민영화를 함께 추진한다는 것은 현실성이 없다”며 “민영화될 경우 정부의 방침을 따를 필요성이 없는 만큼 지방이전을 백지화시키겠다”고 말했다. 인수대상자가 처음에는 정부의 뜻을 따르겠지만 결국 이를 따르지 않을 것이라는 게 박찬희 위원장의 주장이다. 박찬희 위원장은 이미 나주시장에게도 "이전거부가 불가피하다"는 뜻을 전달했다.
감사원의 입장변화도 도마 위에 오르고 있다. 감사원은 지난 2006년에 이어 2007년에도 공공기관들이 혁신도시 정책을 따르고 있는지 점검하기 위해 공사들을 상대로 강도 높은 감사를 진행했는데 이는 혁신도시 사업을 독려하기 위한 목적이었다. 2007년에는 제일 먼저 착공한 도시에 300억원을 지원하기도 했다. 그러나 2008년 3월 30일부터 ‘혁신도시 추진실태’에 대한 예비조사를 실시해 경제효과가 없는 애물단지 사업이라는 결과를 내놓았다. 연간 1조3천억원 정도인 공공기관 지방이전의 부가가치 증가효과가 4조원대로 부풀려졌다는 것이다.
이와 관련하여 최임식 한국노동단체총연합회 정책국장은 “2007년 감사원 감사결과의 잉크가 마르지도 않았는데 입장을 바꾼 것은 헌법기관으로서 신뢰를 훼손시키는 것”이라며 “정권이 바뀔 때마다 입장이 변할 경우 공기업들은 어느 장단에 맞춰야 하냐”고 반문했다.
같은 날 신정훈 나주시장은 성명서를 통해 “지방을 살리기 위한 최소한의 노력이었던 ‘공기업 이전을 통한 혁신도시 건설정책’을 재검토 한다는 소식에 지방민들은 분노하고 있다”고 말했다. 자치분권전국연대 상임대표를 맡고 있는 신정훈 나주시장은 “이명박 정부는 한발 더 나아가 수도권을 세계적 거점의 ‘글로벌 스타’로 만들기 위해 각종 규제를 모두 풀겠다고 주장한 바 있다”고 주장했다. 이어 “신도시정책은 노무현 정부시절, 전문가, 정부기관의 타당성 검토를 거쳐 ‘국민 토론회’, 정부와 공기업 노조 등 정책 ‘당사자간 사회협약’ 등 민주적 과정을 통해 확정됐다”며 “대통령이 바뀌었다고 하루 아침에 정부정책이 무효화된다면 누가 정부를 신뢰하겠느냐”며 “당시 정책 결정의 당사자인 국토해양부가 수치 조작을 이유로 혁신도시를 무산시키려 하는 것은 너무 유치한 행태다”고 주장했다.
2008년 4월 17일 혁신도시가 지어질 전국 14개 시·군·구 단체장들의 협의체인 전국혁신도시(지구)협의회는 정부의 차질없는 사업추진을 촉구하는 성명을 냈다. 전국혁신도시협의회는 성명서에서 "정부가 바뀌었다고 국책사업이 근본적으로 흔들리거나 바뀌게 된다면 어느 국민이 국가 정책을 신뢰하겠냐"며 "발전적 정책대안 제시가 아닌 규모의 축소 또는 백지화가 논의되는 사태가 초래된다면 전국 10개 혁신도시 지역에서는 강력한 저항이 발생할 것"이라고 강조하며 "정부와 대통령실은 혁신도시 조성 원칙 천명과 이전기관들의 지방이전 방안에 대한 분명한 입장을 조속히 밝혀 이전기관들의 정부 눈치 보기와 동요가 없도록 해야 한다"고 주장했다. 이어 "혁신도시 건설사업은 특별법을 만들어 추진하는 국책사업으로 대부분 지역이 보상이 마무리되고 공사가 착공돼 하반기부터는 본격적인 기반시설 공사가 진행되며, 주민들도 수백 년간 살아온 삶의 터전까지 내주며 국책사업에 협조했다"며 "비록 이전기관만으로는 혁신도시의 경쟁력이 부족하고 단기간 내 활성화가 어려우며, 이전기관 종사자들의 이주 희망률이 당장 낮다고 해서 장래에도 그렇다고 단정하는 것은 섣부른 판단으로 낙후된 지방을 더욱 어렵게 하는 것"이라고 주장했다.
같은 날 진주지역 시민단체들의 협의체인 진주시민사회단체연대회의도 성명을 내고 혁신도시 재검토 논란이 이는 것과 관련해 "혁신도시 무효화 시도를 즉각 중단해야 한다"고 촉구했다. 진주시민사회단체연대회의는 성명서에서 "국민의 합의를 거쳐 도출된 국가균형발전정책을 현 정부가 일방적으로 무시하고 있다"며 "토론과 합의정신이 실종된 정책추진 방식은 국민적인 저항에 부딪힐 수밖에 없다"고 경고하며 지방자치단체와 공공기관의 대표, 지역 정치인, 시민이 참여하는 '혁신도시와 균형발전정책 사수를 위한 범시민 기구'의 구성을 제안했다.
정영석 진주시장도 기자회견을 열고 "혁신도시 건설은 정부와 지방정부의 약속이 아닌 국민과의 약속으로 영속성을 갖고 애초 계획대로 반드시 추진돼야 한다"며 "법적인 근거를 바탕으로 추진하고 있는 혁신도시는 정부정책에 대한 일관된 추진의지와 신뢰를 보여 주길 바란다"고 밝혔다.
같은 날 나주시의회도 성명서를 통해 이전정부가 추진했던 사항을 정권이 바뀌었다고 하루아침에 이를 뒤집으면 국가정책에 대한 국민들의 신뢰도가 땅에 떨어질 것이라며, 전 국토의 균형발전정책을 반대하는 그 어떤 세력이나 기도에 대해서 강력히 저지할 것이라고 발표했다.
탐라자치연대도 '서귀포혁신도시 좌초하는가'라는 성명을 내고 "제주특별자치도청은 이명박 정부의 혁신도시 재검토에 강력히 대응하라'고 촉구했다. 탐라자치연대는 "지난 노무현 정부의 지역균형발전 전략의 상징이었던 혁신도시가 이명박 정부에서 재검토되고 있다"며 "하지만 이와 같은 조치는 정책의 연속성을 부정하고 국가균형발전과 지역발전의 충추적 역할을 포기하겠다는 것과 다름 아니"라고 지적했다.
충북경제정의실천시민연합 등 충청권시민사회단체연대회의와 지방분권국민운동 충청권협의회도 성명을 내고 “지역균형발전을 부정하고 수도권 규제완화를 획책하는 이명박 정부를 규탄한다”고 밝혔다. 이들은 “이명박 정부는 혁신도시 흠집내기를 통해 혁신도시 건설사업과 공공기관 지방 이전을 전면 재검토키로 했다가 지방이 반발하자, 혁신도시는 일부 보완하여 예정대로 추진한다고 한발 빼는 듯한 모습을 취하고 있다”며 “이는 수도권규제완화를 위한 포석이 아닌지 하는 의구심을 갖지 않을 수 없다”고 지적했다. 또 “지방분권, 분산, 균형발전의 구체적 실천 방안인 행복도시, 혁신도시, 공공기관 지방이전 등을 전면 부정하는 수도권규제 완화 책동은 지방은 안중에도 없는 이명박 정부의 오만함을 드러낸 것으로 밖에 보여지지 않는다”며 “이명박 정부의 반지역균형발전정책은 수도권 이외의 지방을 삶의 공간으로 삼고 있는 2500만 국민들에 대한 철저한 배신이고, 기만행위”라고 비난했다.
통합민주당 유종필 대변인도 혁신도시와 관련 "뉴타운 사기극에 이어 들통나려 했던 음모가 성급 한 거 아니냐"며 "처음부터 재검토하겠다고 말한것에 대해 국민들은 불안하며 위험하다고 생각한다" 고 불만을 토로했다. 이어 "국가의 막대한 예산과 정책 약속을 보도블럭 파헤치듯 경거망동한 행태를 하지 말고, 진지하고 숙성된 검토를 토대로 국민들의 이행을 마땅히 해야 한다" 고 쏘아 붙였다.
한편, 정종환 국토해양부 장관은 서울특별시 강남구 그랜드인터컨티넨탈호텔에서 한국표준협회 주최로 열린 최고경영자조찬회에서 “혁신도시가 제대로 작동되고 실효성 있게 되도록 고민하고 있다”며 “혁신도시 재검토는 없다”고 말했다. 정종환 장관은 “수도권 문제는 지방과 연계해 같이 풀어야 하는 것”이라며 “지방 발전 전략이 마련된 후 수도권 문제에 접근하는 게 맞다”고 말했다.
2008년 4월 18일 부산광역시청은 오전 8시 30분부터 허남식 부산광역시장 주재로 지역내 각계 주요 인사들이 참석한 가운데 시청 회의실에서 긴급 대책회의정부의 “수도권 소재 공공기관 이전”에 따른 혁신도시 건설에 대한 재검토와 수도권 규제완화 움직임에 대하여 강력히 대응키로 했다. 회의에 참석한 각계 주요 인사들은 한 목소리로 공공기관 지방이전과 혁신도시 건설을 계획대로 차질 없이 추진하는 등의 지역균형발전에 대한 정부의 강한 실천의지를 보여 줄 것을 주문하였다.
한편, 부산광역시청에서는 지역사회의 일치된 의견을 집약하여 현재 추진 중인 혁신도시 건설을 차질 없이 추진함과 동시에 지역균형발전정책이 지속적으로 추진될 수 있도록 비수도권 13개 시도지사협의체인『지역균형발전협의체』,『수도권과밀반대 전국연대』등과 긴밀히 협조하여 공동대응하기로 하였다.
2008년 4월 21일 오전 10시 30분 부산광역시청 앞에서 부산·울산·경남 시민사회단체협의회와 부산시민단체협의회, 부산경제살리기시민연대는 기자회견을 갖고 “이명박 정부에 대한 정책 불복종 운동을 시작한다”고 선언했다. 이들 단체는 이날 “이미 진행되고 있는 혁신도시 건설을 재검토한다는 것은 국민을 우롱하는 것”이라고 주장했다. 이어 “국토의 균형발전이라는 차원에서 진행되고 있는 사업을 아무런 계획이나 대책도 없이 뒤흔드는 것은 무책임하다”며 “노무현 정부가 혁신도시를 추진하는 과정에서 무리한 점과 부작용이 있다면 효과적으로 보완해 나가는 게 순리인데 이명박 정부의 지방 포기정책의 본색이 하나둘 나타나고 있다”고 주장했다.
2008년 4월 24일 오전 11시 울산광역시 중구의회가 제109회 임시회 제2차 본회의에서 정부의 혁신도시 재검토 입장을 반대한다는 내용의 결의문을 정식 안건으로 채택, 전 의원 찬성으로 가결했다. 중구의회는 이날 ‘차질 없는 혁신도시 건설사업을 촉구한다’는 내용의 결의문을 전 의원의 서명을 담아 대통령실과 국회, 국무총리실과 기획재정부, 국토해양부 등에 송고할 계획이라고 밝혔다.
울산광역시 중구의회는 결의문에서 “정부는 소모적인 국가균형발전 훼손 논쟁을 전면 중단하고 수도권 규제 완화는 지방적 시각에서 충분한 논의와 협의 없이는 절대 불가함을 결의한다”며 “혁신도시 근간을 흔드는 공기업 민영화, 통폐합 논의를 백지화하고 전 국민이 함께 공감할 수 있는 국가균형발전 정책의 지속적인 추진을 촉구한다”고 밝혔다. 또 “지역주민에게 약속한 공공기관 이전에 대한 명확한 입장 표명과 이미 착수된 혁신도시 조성사업을 차질 없이 추진하라”고 요구하면서 “혁신도시의 차질 없는 추진을 위해 24만 중구 구민은 명분과 실익 없는 공기업 민영화와 혁신도시 건설사업 재조정을 비롯한 균형발전을 저해하는 어떠한 타협도 배격한다”고 못 박았다.
2008년 4월 28일 국회 건설교통위원회 소속 통합민주당 이낙연 의원은 국토해양부 업무보고에서 혁신도시의 주요 사업 시행자인 한국토지공사가 현재 10개인 혁신도시를 기능별로 통폐합해 혁신도시 수를 줄여야 한다는 의견을 제시한 내용이 포함된 '혁신도시 발전방안 워크숍 발표자료'를 공개했다. 이 워크숍은 국토해양부 공공기관이전추진단 주최로 지난 14일 열렸는데 이 자료에 따르면 한국토지공사는 "정치적 필요에 의해 10개나 건설되고 있는 혁신도시 수를 3~4개 정도로 줄이지는 못한다고 해도 중복되는 기능군을 한 곳으로 집중해주는 검토는 필요하다"고 제시했다.
이낙연 의원은 이 자료를 근거로 "현재 10개 혁신도시 가운데 6개 도시의 사업시행을 맡고 있을 뿐 아니라 정부의 도시계획·개발을 담당하고 있는 한국토지공사가 국토해양부 주최 공식행사에서 이런 제안을 했다는 것은 정부 차원에서 이런 논의를 했다고 봐야 하는 것 아니냐"며 정부의 공식 입장을 물었고 정종환 장관은 "토론 때 실무자들이 의견 개진 차원으로 발표한 것으로, 여러 가지 의견이 나올 수 있지만 아직 결론을 낸 것은 아니다"며 "혁신도시가 제대로 되는 방안을 마련해 집중 검토 보완하고 있다"고 밝혔다.
정종환 장관은 대통령실과 정부 일각에서 이는 혁신도시 재검토 주장에 대해서는 "혁신도시는 예정대로 추진하되 현실적인 문제점이 있는 것을 보완하는 중"이라며 "광역교통체계 구축과 학교 교육문제·산업 클러스터 유치 등 혁신도시를 실효성 있게 하는 방안을 중점 검토하고 있다"고 말했다. 이어 "가능한 한 6월 말 이전에는 확실한 계획을 세워야 한다고 보고 관계기관 협의 등을 진행하고 있다"고 덧붙였다. 그러나 공기업 민영화가 우선이냐 공공기관의 지역 이전이 우선이냐는 질문에 "공기업 민영화가 상당 부분 우선"이라고 답했다. 이는 공기업 민영화와 맞물려 혁신도시가 원래 계획대로 추진되기 어려울 수 있다는 여지를 남긴 것이어서 주목된다. 홍재형 의원은 "현 정부는 수도권만 개발하는 거꾸로 가는 정책으로 '서울공화국'을 만들려 한다"고 비판했다.
2008년 5월 2일 이명박 대통령은 “혁신도시는 각 시·도마다 사정이 다른 만큼 일률적으로 될 수 있는 문제가 아니다”라며 “시·도지사가 어떤 방향으로 수정·보완하는 것이 효과적인지 한 번 깊이 고민해봤으면 좋겠다”고 말해 혁신도시 재검토 방침을 밝혔다. 이 대통령은 청와대에서 취임 후 처음으로 전국 16개 시·도지사 회의를 주재하고 “중앙집권적으로 일률적인 혁신도시를 만드는 것은 옳지 않은 것 같다”며 “같은 돈을 쓰더라도 더 효과적으로 써야 한다. 시·도지사가 재량권을 가지고 지역의 특성에 맞는, 더 발전적인 방안을 찾아 제안하면 정부가 검토해 적극적으로 지원하겠다”고 말했다.
이날 배석했던 정종환 국토해양부 장관은 “분명한 것은 정부는 기본적으로 혁신도시를 추진한다는 것”이라며 “자생력 있는 명품도시로 제대로 만들기 위해 교육 기능 등 실질적 보완 방안이 마련돼야 한다”고 말했다. 이 대통령은 또 공기업 지방 이전과 관련해 지방의 특성에 맞는 기관유치 노력을 강조하고 정치논리에 입각한 접근은 배제할 뜻을 분명히 했다.
2008년 5월 8일 전국혁신도시협의회(회장 박보생 김천시장)는 건의문에서 “정권이 바뀌었다고 수도권과 지방 모두를 위한 사업을 중단해서야 되겠(느냐)”며 “혁신도시는 수도권의 집중 완화와 지방의 성장동력을 갖추기 위한 것으로 경제적 논리로만 접근해서 재단할 문제는 아니다”라고 성토했다. 이들은 “공공기관 이전을 전제로 한 혁신도시 건설을 중단 없이 추진하고” “선(先)지방 활성화 대책 마련, 후(後)수도권 규제 완화와 함께 혁신도시 활성화 대책을 조속히 마련해 달라”고 요구하고 있다.
2013년 12월 10일 기획재정부와 안전행정부가 후원으로 열린 토론회에서 한국조세재정연구원 공공기관연구센터 박진 소장은 ‘공공기관 부채의 원인과 대책’ 보고서를 통해 “현행 사업방식을 유지하면서 사업규모를 다소 축소하는 정도로는 부채문제를 해결할 수 없다”며 “사업추진방식의 근본변경, 사업규모 대폭 축소, 마켓테스트 등을 통한 사업 중단 등 근본적인 사업조정 검토가 필요하다”고 지적했다. 사업조정 검토 대상으로 가장 먼저 한국토지주택공사의 혁신도시 등을 꼽았다.

### 기관 통합으로 인한 지역 갈등

#### 한국토지주택공사(LH)
경상남도(대한주택공사)와 전북특별자치도(한국토지공사)
| 구분                    | 대한주택공사    | 한국토지공사                 |
| ----------------------- | --------------- | ---------------------------- |
| 이전 예정 지역          | 경상남도 진주시 | 전북특별자치도 전주시·완주군 |
| 이전 예정 인원 (2004년) | 1,459명         | 796명                        |
| 지방세 (2004년)         | 87억 6200만원   | 171억 3500만원               |

2005년 6월 24일 정부는 한국토지공사는 전북으로, 대한주택공사는 경남으로 이전하는 등 176개 공공기관 시.도별 배치안을 최종 확정했다.
2009년 4월 정부는 국회 법제사법위원회에서“분산 배치로 혁신도시를 차질 없이 추진하겠다”고 밝혔다.
2009년 10월 1일 대한주택공사와 한국토지공사가 효율성을 이유로 통합하여 한국토지주택공사(LH)가 출범하였다.
2009년 11월 30일 정종환 국토해양부 장관은 "일괄하는 방법으로 검토해봤는데 사실상 찾기가 어렵습니다. 그렇기 때문에 지금으로서는 분산 배치일수 밖에 없구요."라고 말했다.
2009년 12월 1일 경남혁신도시지키기 진주시민운동본부는 진주시청 브리핑룸에서 기자회견을 열고 "정치집단의 이해득실로 결론이 난 한국토지주택공사 분할배치를 결사반대한다"고 밝혔으며 경상남도청 안상근 정무부지사는 국무총리실을 방문해 국무총리실 박영균 차장을 면담하고 대한주택공사와 한국토지공사를 통합해놓고 이를 다시 분산배치하는 것은 옳지 않다고 강조했다.
2011년 3월 30일 정부가 동남권 신공항 건설계획을 완전 철회하자 일각에서는 LH 본사 이전 문제가 영남 민심 무마용 보상카드로 활용될 수 있다는 우려가 제기되었다.
2011년 4월 18일 관련 부처 등에 따르면 2년여를 끌어온 한국토지주택공사(LH)의 지방 이전에 대해 이를 조기에 매듭짓기 위한 강제 조정안을 검토하기 시작했다. 국토해양부 등에 따르면 강제 조정안은 ‘일괄 이전’ 쪽에 방점이 찍혀 있다.
2011년 5월 2일 여권의 한 고위 관계자가 “LH공사 본사가 진주로 일괄 이전하는 것으로 이미 논의 방향이 기울어진 상태”라며 “이달 중에는 LH공사 본사 이전 입지가 발표될 것”이라고 밝히자 전라북도청과 지역 국회의원들에게 비난이 쏟아졌다.
2011년 5월 4일 국회에서 열린 민주당 의원총회에서 박지원 원내대표는 "LH 공사의 전주·진주 분산이전은 정부도 국회에 나와서 약속했는데 지금 이것을 뒤집으려는 기도가 도처에서 나타나고 있으며 LH 공사 분산이전 당론을 (그동안) 의총에서 공식화하지 않았는데 의결 정족수가 되기 때문에 오늘 당론으로 결정하고자 한다"며 LH 분산배치 당론 채택 안건을 상정하였으며 이는 만장일치로 당론으로 확정되었다.
2011년 5월 9일 정종환 국토해양부 장관은“퇴임 전까지 한국토지주택공사(LH) 본사 지방 이전 문제는 결론내고 가겠다.”고 말했으며 후임 장관에게 정치적 부담을 지우지 않기 위한 배려로 해석되고 있다.
2011년 5월 11일 한나라당 황우여, 민주당 박지원 원내대표가 국회에서 만나 LH공사 이전 문제 등을 논의했지만, 결론을 내지 못했다. 박 원내대표는 LH공사의 분산배치를 요구했으며, 황 원내대표는 "검토해 보겠다"고 원론적인 답변을 내놓았다.
2011년 5월 13일 국토해양부는 LH 본사를 전라북도와 경상남도에 분산배치하는 것은 LH의 통합 취지에 비춰볼 때 비효율적이라고 판단하여 경상남도 진주시로 일괄 이전으로 최종 결론지었다. 한편, 13일 오후로 예정됐던 국회 국토해양위원회 전체회의가 LH공사의 진주 이전에 대한 야당 의원들의 반발로 무산되었다.
2011년 5월 13일 오후 김완주 전라북도지사는 “전라북도 혁신도시 건설은 산산이 부서지게 됐고, 분산배치를 외쳐왔던 전라북도민은 분노와 허탈감, 실망과 노여움을 감추지 못하고 있다”며 “이런 혁신도시라면 우리는 단호히 거부하겠다”며 “지금부터 시작이란 각오로 다시 싸우겠다”고 말했다.
정부는 LH 경남 진주 이전 보상책으로 진주로 이전 예정이던 국민연금관리공단(현 국민연금공단)을 전북 전주로 이전하기로 결정하였으며 김완주 전라북도지사는 “우리 전라북도민은 전북의 몫을 빼앗고 약속을 지키지 않은 정부안을 결코 수용할 수 없음을 명백히 밝힌다”고 불만을 표시하였고 김두관 경상남도지사도 “LH본사 이전으로 당초 이전규모보다 411명이 줄었다. 573명의 국민연금공단이 전북으로 가면 984명이 줄어 혁신도시건설에 차질을 빚을 것”이라며 불편한 심기를 드러냈다.
| 구분                        | 한국토지주택공사 | 국민연금공단           |
| --------------------------- | ---------------- | ---------------------- |
| 이전 예정 지역              | 경상남도 진주시  | 전라북도 전주시·완주군 |
| 이전 인원 (2011년 5월 기준) | 1,423명          | 573명                  |
| 지방세 (2010년 기준)        | 262억원          | 6억 7000만원           |

2011년 5월 16일 지역발전위원회(위원장 : 홍철)는 제29회 지역발전위원회를 열어 국토해양부가 제출한 LH 이전방안을 심의하였다. 심의 결과 LH를 진주로 일괄이전하고, 국민연금공단을 전주로 대체이전하는 국토해양부의 방안을 기본적으로 수용하기로 하되 전주혁신도시의 지방세수 보전방안으로 지방세수가 실질적으로 발생하는 시점부터, LH의 (구)토지공사분의 지방세수액과 국민연금공단의 지방세수액을 감안, 일정기간 동안 정부차원에서 명확하게 보전하도록 강력히 요구하고 LH 진주 이전으로 발생하는 전주혁신도시의 유휴공간에 대해서는 정부와 지방이 협력하여 전주혁신도시 특성에 맞게 활성화 될 수 있게 노력하도록 촉구하기로 하였다.
같은 날 오후 김황식 국무총리는 세종로 정부중앙청사에서 기자회견을 갖고 국제과학비즈니스벨트(과학벨트) 입지 선정과 한국토지주택공사(LH) 본사 이전 결정에 대한 담화문을 발표하였다.
:오늘 과학벨트 입지선정 결과와 LH 본사 이전에 대한 지역발전위원회 최종심의 결과가 발표됐습니다. 발표 이후 저와 관계부처 장관들이 모여 발표된 결과에 대해 국민 여러분의 이해를 구하고 이를 충실히 실천해 나가기로 다짐했습니다. 저는 먼저 이 문제들이 매듭지어지기까지 함께 고민하며 논의과정에 적극 참여해 주신 모든 분들께 감사드리고자 합니다. 두 가지 사안 모두 지역사회의 강한 열망과 의지가 표출됐기 때문에 정부로서도 고심을 거듭하며, 어려운 결정을 해야 했습니다. 정부는 이 두 가지 과제를 해결함에 있어 원칙에 충실하고자 노력했다는 점을 말씀드립니다. LH공사 본사가 이전할 지역은 혁신도시 조성사업을 당초 계획대로 원활히 추진하면서 통합 LH공사의 경영효율성도 높일 수 있는 방안을 선택했습니다.
··························(중략)··························
국민 여러분, 정부는 2005년부터 지역균형발전을 위해 수도권 소재 157개 공공기관의 지방이전을 추진하고 있으며, 구(舊)주택공사는 경남으로, 구 토지공사는 전북으로 이전하기로 결정된 바 있습니다. 그러나 2009년 10월 사업의 중복을 해소하고 시너지효과를 도모하기 위해 두 기관을 합치면서 통합공사의 이전 지역 문제가 발생했습니다. 정부는 그동안 LH공사 이전문제를 두 지자체간 대화를 통해 합리적으로 해결하기 위해 부단히 노력하였습니다만 안타깝게도 합의가 이뤄지지 못했습니다. 이에 따라 정부는 분산배치와 일괄이전을 포함하여 다양한 대안을 검토하게 되었으며 LH공사의 통합취지 및 경영효율성 등을 감안할 때 일괄이전이 바람직하다는 결론에 이르렀습니다. 아울러 경남의 주택건설군과 전북의 농업기능군이라는 혁신도시 성격을 고려하여 LH공사를 경남으로 일괄이전하되 국민연금공단을 전북으로 재배치하고 세수를 보전하는 방안을 정부안으로 제시했습니다. 한편 오늘 지역발전위원회 심의에서는 정부안을 수용하고 LH공사 이전 후 발생되는 세수의 일정부분에 대해 일정기간 정부에서 전북에 보전하는 방안을 제기했습니다. 정부는 지역발전위원회의 심의결과를 존중해 향후 논의를 거쳐 전북에 대한 세수보전 대책을 마련하기로 했습니다.
국민여러분 그리고 지역주민 여러분, 정부는 과학벨트 입지와 LH공사 이전문제를 합리적으로 해결하기 위해 최선의 노력을 다했습니다만, 최종 결과에 대해 서운하고 아쉬운 마음이 남아 있는 분들이 적지 않을 것으로 생각합니다. 그러나 정부로서도 오로지 국가의 미래를 위해 최선의 노력을 기울인 만큼 국민 여러분께서 보다 넓은 마음으로 이번 결정을 받아들여 주셨으면 합니다.
국민 여러분, 우리사회에는 아직도 해결해야 할 지역현안이 산적해 있으며, 일부 문제들은 지역간 갈등으로 확산될 염려도 있습니다. 정부는 주요한 현안사업들이 국가와 지역의 미래를 위해 차질없이 추진될 수 있도록 모든 역량을 집중해 나가겠습니다. 사업을 추진함에 있어서는 국민 여러분의 의견을 보다 폭넓게 수렴하고 진행과정을 투명하게 공개하여 갈등을 최소화하도록 하겠습니다. 또한 국가역량이나 재정여건 등을 감안할 때 정상적으로 추진하기 어려운 사업의 경우에는 추진여부를 과감하게 재검토하겠습니다. 그리고 그 결과를 국민 여러분께 소상히 밝히고 이해와 협조를 구하도록 하겠습니다. 이제 과학벨트 입지와 LH공사 이전 지역이 결정된 만큼 더 이상의 갈등은 바람직하지 않습니다. 국익을 도모하고 또한 두 사업의 성공적 추진을 위해 서로 자제하고, 더 나아가 모두의 마음을 모아 주시기를 당부드립니다. 감사합니다.
- 국무총리 김황식

2011년 5월 19일 농림수산식품부 장관을 역임했던 정운천 한나라당 전 최고위원은 자신이 2010 6·2 지방선거 전라북도지사 한나라당 후보로 나설 당시 공약이었던 한국토지주택공사(LH) 전주 유치 약속을 지키지 못했다며 스스로 ‘함거(檻車)’를 타고 ‘석고 대죄’ 행보를 보였다. 정 前 장관은 당시 전북지사 선거에서 한나라당 소속으로 출마하였으나 2위로 낙선하였다.
2011년 5월 30일 전라북도의회와 변호인단은 정부의 LH 경남 이전 결정으로 전북 혁신도시 주민들이 평등권과 재산권, 행복추구권을 침해당했다며, 헌법소원 심판을 청구했으며, 혁신도시 안에 땅을 분양받은 주민 등 모두 10명이 청구인으로 참여하였다.
2011년 6월 2일 김황식 국무총리는 “양 도간 충분한 협의없이 정부가 이전지를 결정함으로써 전북 지역민이 반발하는데 공감한다”며 “진주 일괄이전은 불변하다. 대신 다른 방식으로 균형을 보완하는 대책을 책임지고 찾겠다”고 약속했다.
LH는 진주 이전이 확정됨에 따라 이르면 2014년까지 이전을 마칠 계획이다.
2011년 6월 22일 전라북도는 LH 후속대책으로
△대규모 산업단지 조성을 통한 세수 보전
△국민연금공단 기금운영본부 동반 이전을 통한 인력 보전
△유휴부지에 국제 규모의 컨벤션센터나 호텔 건립
△야구장 전용경기장 건립
△새만금개발청 설립 및 새만금특별회계
등을 요구하였고, 이에 김황식 국무총리도 적극적인 지원을 약속하고 기획재정부와 행정안전부, 지식경제부, 보건복지부, 문화체육관광부, 국토해양부, 농림수산식품부 등 각 해당 부처에서 과업별로 해결해 나가도록 지시하겠다고 발언하였다.

#### 한국정보화진흥원
대구광역시(한국정보사회진흥원)와 제주특별자치도(한국정보문화진흥원)
2009년 5월 26일 대구광역시 이전 예정이던 한국정보사회진흥원과 제주특별자치도 이전 예정이던 한국정보문화진흥원이 통합하여 1실 8단 27부 276명 규모의 한국정보화진흥원이 탄생하였다. 이에 따라 제주특별자치도청은 한국정보화진흥원을 제주로 이전하는 방안과 대구로의 이전시 현재 대구 혁신도시 이전 공공기관으로 분류된 교육과학기술연수원과 맞바꾸는 방안을 요구했으나 대구광역시청과의 협의가 원활하지 못하면서 1년 넘도록 공공기관 이전계획을 마무리짓지 못하고 있다.
2011년 5월 25일 홍철 지역발전위원회 위원장은 ‘대구로 가는 것 아니냐는 소문이 파다하다’는 질문에 “아직까지 확정된 것은 하나도 없다. 두 지역이 모두 100% 만족할 만한 대안을 찾기가 쉽지만은 않겠지만, 충분히 협의해서 결정하겠다”고 말했다.
2011년 9월 23일 지역발전위원회 38차 심의에서 한국정보화진흥원을 대구혁신도시로 일괄이전하기로 결정했다고 밝혔다. 다만, 다만 향후 한국정보화진흥원의 세부 지방이전계획을 수립할 때 일괄 이전의 취지를 훼손하지 않는 범위안에서 교육ㆍ연수 기능은 제주혁신도시에 배치하는 방안을 강구하도록 했다.
2011년 9월 26일 제주지역 국회의원인 강창일·김우남·김재윤 의원은 공동성명에서 "한국정보화진흥원 이전 지역의 대구 결정은 어떠한 타당성도 찾을 수 없는 제주홀대정책"이라며 "2011년 7월 국토해양부는 한국장학재단과 교육과학기술원의 이전 지역을 대구로 정한 바 있음에도 또다시 한국정보화진흥원의 이전 지역을 대구로 결정한 것에 대해 제주특별자치도민은 도저히 납득할 수 없다"고 반발했다.

#### 도로교통공단
강원도(도로교통공단)와 울산광역시(운전면허시험단)
2011년 1월 3일 강원도 이전 예정이던 도로교통공단과 울산광역시 이전 예정이던 운전면허시험관리단이 통폐합 되면서 갈등을 겪어왔으나 운전면허시험단을 도로교통공단 운전면허본부로 개편하여 울산광역시에 배치하는 방안이 채택되면서 도로교통 기능을 담당할 도로교통공단 본사는 강원도에 운전면허시험 기능을 담당할 운전면허본부는 울산광역시에 각각 분산배치되었다.

### 충북혁신도시 진천군청과 음성군청 간 이견 및 행정구역 조정
2011년 11월 22일 충청북도청에서 진천군청과 음성군청이 양군 경계에 대한 검토회의를 가졌다. 이와 관련하여 유영훈 진천군수는 뉴시스와의 전화통화에서 "진천군과 음성군 행정구역 경계가 톱니바퀴처럼 들쭉날쭉해 혁신도시 입주민이 불편을 겪을 수밖에 없다"라며 "양군의 행정구역 경계에 도로를 일직선상으로 신설해 도로를 중심으로 군 경계를 정리했으면 한다"라고 밝혔다. 진천군청 관계자도 "군 경계선 조정은 진천군과 음성군의 면적 조정이 아니고 음성지역의 상업용지를 진천지역으로 넘겨 달라는 것도 아니다"라며 "진천군은 음성지역 상업용지를 진천지역으로 더 달라는 것이 아니라 진천지역에도 상업용지를 더 늘려달라는 것이다"라고 강조했다.
반면 음성군청은 신중한 입장이다. 음성군청 관계자는 "두 지방자치단체의 행정구역 경계 조정에 대해서는 아직 말할 단계가 아니다"라고 즉답을 피했다.
지방세수 확보 등으로 혁신도시 상업용지 문제가 진천군청과 음성군청 간에 양보할 수 없는 사안이 되는 가운데 행정구역 경계 조정이 연계되면서 두 지방자치단체가 신경전을 펼치고 있는 형국이다. 한편 충청북도청은 혁신도시 선정 당시 후보지를 선정하면서 지방자치단체들의 반발을 최소화하기 위해 양 지방자치단체 접경지대를 선택한 바 있다.
2011년 12월 21일 진천군혁신도시건설지원추진협의회는 충북혁신도시 내 진천·음성지역의 균형 개발을 촉구하고 나서 혁신도시 건설을 놓고 두 지역 갈등이 표면화되었다. 진천군혁신도시건설지원추진협의회는 건의문을 통해 "작금의 충북혁신도시 건설 상황을 보면 지역 간 균형발전을 지향하는 혁신도시 건설의 기본 방침에 어긋나며 지역 간 분열을 초래할 수 있어 진천혁신도시 지역 주민 대표로서 관련기관에 건의한다"라고 밝혔다.
2011년 12월 26일 음성혁신도시주민대책위원회(위원장 임윤빈)는 행정구역 통합을 들고 나왔다. 임윤빈 위원장은 "혁신도시가 음성군 반, 진천군 반으로 행정추진에 어려움이 있고 9만3000명의 음성군과 6만3000명의 진천군이 통합하면 인구 15만명 이상으로 시 승격이 가능하다"라고 음성군과 진천군의 행정구역 통합을 주장했으며 음성군청은 임윤빈 음성혁신도시주민대책위원장을 음성군·진천군 자율통합 관련 건의인 대표자로 선정했다. 음성혁신도시주민대책위원회는 31일까지 19세 이상 주민투표권자 총수의 50분의 1인 1446명 이상의 서명을 받아 통합 건의서를 군에 제출한다는 방침이다.
2013년 9월 9일 진천군청과 음성군청이 충북혁신도시 양군의 행정구역 경계 조정에 합의했다. 진천군 덕산면과 음성군 맹동면 692만5000m2의 충북혁신도시는 진천군에 337만m2(49%), 음성군에 355만5000m2(51%)가 걸쳐 있었는데 문제는 충북혁신도시의 양군 행정구역 경계가 들쭉날쭉하면서 아파트 등 주택과 기관 건물이 양군에 걸치면서 건물 신축 인허가 등에서 분쟁의 소지가 우려됐다. 여기에 상업용지의 88%가 음성군에, 나머지 12%가 진천군에 배치돼 형평성 논란이 일면서 양군이 행정구역 경계 조정 문제를 놓고 첨예하게 대립했다.
양군은 행정구역 면적 증감 없이 기존 들쭉날쭉한 경계선에서 가까운 블록 단위로 경계를 결정하고 공동주택 용지와 공원 등 4만1356m2 면적을 주고받기로 했다. 다만 충북혁신도시 이전 공공기관 11곳 가운데 면적(68만7100m2)이 가장 넓으면서 양군에 걸친 법무연수원은 그대로 두기로 했다.법무연수원은 진천군에 71.2%(48만9093m2), 음성군에 28.8%(19만8007m2)가 걸쳐 있다. 논쟁이 일었던 상업용지도 변동이 없다.
이에 따라 한국토지주택공사(LH)가 충북혁신도시 전체 측량과 함께 진천·음성 경계 조정 측량을 마치면 진천군청과 음성군청은 주민과 군의회 의견을 들은 뒤 경계 조정안을 충청북도청에 제출하고 충청북도청은 도의회 의견을 들어 안전행정부에 이를 제출하고 국무조정회의 심의를 거쳐 공포·시행하게 된다.

### 부산혁신도시 등 다운계약서 작성 및 투기 논란
2013년 10월 7일 국회 국토교통위원회 김태원 의원(새누리당, 경기 고양 덕양을)은 국토교통부로부터 제출받은 자료를 분석한 결과, 전국 10개 혁신도시로 이전하는 공공기관 125곳 중 40곳의 직원 580명이 전매제한 기간 종료와 함께 특별분양받은 아파트를 매각했다고 밝혔다. 혁신도시별로 살펴보면 부산혁신도시 이전기관 직원이 419명(33.8%)으로 가장 많았고, 울산혁신도시 78명(16.7%), 전북혁신도시 68명(13.7%), 경북혁신도시 8명(0.9%), 제주혁신도시 6명(3.5%), 충북혁신도시 1명(1.2%) 등이다. 특히, 부산은 특별분양 가격이 주변 시세보다 3.3m2당 200만 원, 일반분양가 대비로도 60만 원이 낮아 처음부터 투기에 대한 우려가 컸다. 공공기관별로는 한국해양과학기술원이 112명(19.3%)으로 가장 많았고, 한국남부발전 77명, 한국자산관리공사 41명, 영화진흥위원회 40명, 대한주택보증 32명, 국립해양조사원 30명, 한국해양수산개발원 22명, 농촌진흥청 21명 순이다.
이에 대해 김태원 의원은 "공공기관 직원들이 1인당 평균 1천747만원의 시세차익을 거두는 등 특별분양을 악용하고 있다"며 "불법 매매협의에 대해서는 엄중히 처벌하고 방지책을 마련해야 한다"고 말했다.
2013년 10월 11일 국회 농림축산식품해양수산위원회 소속 김재원 의원(새누리당)에 따르면 부산으로 이전해오는 공공기관 임직원들의 이주비를 지원하는 차원에서 부산 대연혁신도시는 공무원 대상 특별분양으로 주변시세(3.3m2당 1100만원)보다 싼 가격(864만원)에 아파트를 공급했으며 특별분양을 받은 1240명 가운데 398명(32%)이 시세차익을 올렸다. 이 과정에서 전매제한(1년)을 어기거나 다운계약서를 작성해 약 1억원까지 차익을 올린 공무원들도 다수였다.
한국해양과학기술원 직원들은 혁신도시 내 전용면적 84.9m2인 아파트를 각각 1채씩 분양받은 뒤 1500만원의 프리미엄을 포함해 3억891만원에 전매했다. 이 가격은 당시 주변시세 3억9000만원보다 8000만원이 싸다. 다운계약서가 추정되는 정황이다. 다운계약서가 맞다면 약 7000만원에 해당하는 양도소득세를 탈루한 것이다.
2013년 11월 11일 부산광역시 남구청은 대연혁신도시 아파트 다운계약서 작성 자진신고를 마감한 결과 총 64건이 접수됐다고 밝혔다. 남구청은 64건에 대해 과태료를 부과할 예정이다. 남구청은 동년 10월 16일부터 8일까지 아파트 매매가격을 허위로 신고한 매도인과 매수인으로부터 자진 신고를 받았으며 다운계약서를 작성한 매도인·매수인이 제출한 소명 자료를 토대로 조사를 벌여 11월 7일까지 14건에 대해 총 1억 3천여만 원의 과태료를 부과했다고 밝혔다.
2014년 2월 4일 부산경제정의실천시민연합은 공개질의서를 보내 대연혁신도시 특례분양권 매도자 중 다운계약서 작성 의혹을 받는 임직원에 대한 해당 공공기관의 징계 여부를 확인한 결과 12개 기관 중 10개 기관이 징계 자체를 미루고 있는 것으로 드러났다고 밝혔다. 2013년 국정감사 이전 자체 징계를 내린 한국예탁결제원은 이번 대상에서 제외했다.
부산경제정의실천시민연합에 따르면 대한주택보증은 임직원 33명이 분양권을 전매한 사실과 거래금액을 비교적 정확히 파악했고 다운계약서를 작성한 직원은 수정 신고하도록 했다. 또 해당 직원에 대한 징계는 이뤄졌지만 내용에 대해서는 밝히지 않았다. 앞으로 분양권을 전매한 직원을 부산으로 최우선 발령하고 기숙사 등 주거 지원 대상에서 제외하기로 했다. 한국주택금융공사는 분양권을 매도한 직원 3명에 대한 매매 사유를 정확히 밝혔다. 이 중 2명은 퇴사와 결혼으로 분양권을 매도했고, 1명은 700만 원의 시세 차익을 남겼지만, 정상적으로 이를 신고했으므로 징계하지 않았다고 설명했다.
하지만 나머지 10개 기관은 분양권을 매도한 인원에 대해 파악하고 있지만, 아직 자체 조사 중이거나 국세청에서 조사하고 있다고 답변했다. 앞으로 징계 의사에 대해서도 국세청 등의 조사 결과가 나온 뒤 검토하거나 징계 여부를 결정하겠다고 회피했다.

### 광주·전남공동혁신도시 부실 시공
2014년 1월 23일 전남지방경찰청 지능범죄수사대는 광주·전남혁신도시 부실 시공을 눈감아 주고 뇌물을 받은 전라남도개발공사 전 빛가람사업단장 장모(56)씨, 팀장 김모(47)씨, 공사감독관 윤모(44)씨와 시공사 대표 배모(47)씨 등 4명을 업무상 배임 및 뇌물수수, 건설산업기본법 위반혐의로 불구속 입건했다. 현직 전남발전연구원 선임연구원인 장씨는 선준공 처리를 해 주기 1개월 전 자녀 결혼식 때 관련 건설업자 10여명으로부터 50만∼100만원의 축의금을 받아 총 900여만원을 수수하기도 했다. 문제가 된 부지는 금강건설이 2009년 5월부터 2012년 12월까지 전라남도개발공사로부터 77억원에 발주해 시공하였으며 담당 감독관들이 금품을 받고 완공 처리한 것이다.

### 대구혁신도시 조경공사 발주 비리 의혹
2014년 10월 6일 대구지방검찰청 특수부는 대구혁신도시 조경시설 공사 비리의혹과 관련해 한국토지주택공사 대구경북본부와 조경업체 ㄱ사를 압수수색했다고 밝혔다. 대구지방검찰청은 한국토지주택공사 대구경북본부와 ㄱ사에서 조경시설물 공사 계약 자료와 컴퓨터 하드디스크 등을 확보해 공사비리 여부를 캐고 있는데 이번 수사는 한국토지주택공사 간부 출신이 운영하는 조경업체가 독점적으로 혁신도시의 조경공사를 따냈다는 의혹이 제기된 데 따른 것으로 조만간 한국토지주택공사 대구경북본부와 조경업체 ㄱ사 관계자들을 소환해 공사 발주·수주 과정에서 금품수수 등 비리가 있었는지를 확인할 계획이다.
한편, ㄱ사 대표 ㄴ씨는 한국토지주택공사로 통합된 대한주택공사에서 20여년간 조경관련 업무를 담당한 것으로 알려졌다.
2014년 12월 17일 대구 신서혁신도시 조경공사 비리를 수사하는 대구지방검찰청 특수부(부장검사 김지용)가 하도급 업체로부터 돈을 받은 혐의로 한국토지주택공사 대구경북지역본부 간부급인 권모 과장을 뇌물수수 등 혐의로 구속했다. 권 과장은 한국토지주택공사가 발주한 대구광역시 동구 신서동 혁신도시 내 조경공사를 맡은 하도급업체 A사로부터 공사 편의를 제공하는 대가 등으로 1천800여만 원을 받은 혐의를 받고 있다. 대구지방검찰청은 한국토지주택공사 관계자가 납품 관련 비리에도 연루된 단서를 잡고 수사를 펴고 있으며 신서혁신도시 조경공사 비리와 관련, 한국토지주택공사 직원이 구속된 것은 권 과장이 두 번째다. 검찰은 앞서 시공업체 등에 공사 편의를 제공하고 3천여만 원을 받은 한국토지주택공사 조모 차장을 구속 기소한 바 있다.

### 울산 태풍피해 원인 제공 논란
2016년 10월 5일 남부지방을 강타한 제18호 태풍 차바로 인해 울산광역시 중구 태화시장이 침수돼 수백 명의 상인들이 큰 피해를 입었는데, 일각에서 태화시장 뒷편 함월산 개발과 허술한 배수시설에 따른 것이라는 지적이 나왔다.
2016년 10월 12일 울산시민연대와 울산환경운동연합은 울산광역시청 프레스센터에서 기자회견을 갖고 "울산지역 태풍 차바 피해는 인재(人災)였다"고 규정했다. 이들은 문제점에 대해 △혁신도시 개발 등 급격한 도심지 변화에 따른 재난대책이 없었다는 것과 △조성된 생태하천이 하천범람의 원인이었다는 점 △회야, 사연, 대암댐의 치수대책 미흡 등을 꼽았다.
2016년 10월 17일 오전 11시 울산중구주민회는 울산광역시청 프레스센터에서 기자회견을 열고 "태풍 차바의 내습으로 중구 태화시장과 우정시장, 성남시장 일원에 천문학적인 침수피해가 발생한 것은 물흐름을 무시한 한국토지주택공사의 혁신도시 개발이 화를 키운 명백한 인재라고 확신한다"고 밝혔다. 울산중구주민회는 "2007년에 첫 삽을 뜬 울산혁신도시의 당시 토지형태는 그린벨트지역으로, 대부분의 토지가 산림과 농경지로 급경사 등으로 이루졌다"면서 "당시 개발여건을 고려할 때 유수량 증가 등에 따른 제반원칙이 제대로 검토 시행되었다면 이번 인재는 미연에 방지할 수 있었다"고 주장했다. 이어 "울산혁신도시 착공시점에는 지구온난화로 인한 기후변화로 집중호우의 가능성이 이미 일반화됐다"면서 "하지만 LH가 1시간 당 76.3mm로 설계해놓고(태풍 후 언론에 밝힘) '예상치 못한 역대급 시간당 강수량'이라고 변명하는 것은 직무유기 및 업무상 배임, 업무상 과실치사"라고 지적했다.
이에 대해 한국토지주택공사 부산울산지역본부는 해명자료를 내고 "태풍 차바로 인한 시간당 강우(124mm/hr)는 울산광역시 기준 500년빈도(98.3mm/hr)를 상회하는 것으로 유곡천 및 주변지역의 방재시설의 설계빈도를 고려할 때 불가항력적인 자연재해다. 태화시장 뿐 아니라 울산광역시 저지대 대부분 지역에 침수가 발생한 것"이라고 밝혔다.

## 혁신도시사업에 대한 비판

### 산업특성 무시 및 수도권 역차별론
2005년 6월 24일 추병직 건설교통부 장관과 성경륭 국가균형발전위원장은 ‘공공기관 지방이전 계획’을 공식 발표했다. 수도권과 대전을 제외한 12개 광역시도에 분산될 176개 공공기관은 행정도시가 건설될 충남이 47개로 가장 많고 △충북 전남(각 15개) △강원 경북 전북(각 13개) △부산 대구 경남(각 12개) △울산(11개) △제주(9개) △광주(3개)의 순이다.
이에 대해 일부 공기업은 “정부의 이전 방안은 산업 특성을 무시한 결정”이라며 반발하고 있고, 경기도청, 인천광역시청 등 수도권 지방자치단체들도 역차별론을 내세우며 불만을 감추지 않았다.

### 수도권 건설업체 수주 편중
2014년 10월 12일 국회 국토교통위원회 소속 김윤덕 새정치민주연합 의원은 국토교통부가 국정감사 자료로 제출한 혁신도시별 지역업체 참여현황을 분석한 결과 혁신도시건설에 투입된 총 사업비는 2조5218억원으로 이 중 해당 연고지 업체는 25.6%(6464억원)를 따낸 반면 서울 등 수도권 업체는 54.3%(1조3685억원)를 차지하는 등 수도권 건설업체가 지역연고지 업체보다 2배 이상 많은 사업을 수주했다고 밝혔다.
원도급업체가 수주한 물량 기준 수도권 업체가 수주한 비율을 살펴보면 부산이 98.28%로 가장 높았고, 울산 71.43%, 충북 69.88%, 제주 66.63% 순으로 나타났다. 이 지방자치단체의 연고지 업체의 수주 비율은 부산 1.71%, 울산 8.26%, 충북 18.97%, 제주 27.83%에 그쳤다. 하도급 공사의 경우도 연고지 업체가 절반을 가져가지 못했다. 하도급 사업비 1조1463억원 중 연고지 업체가 수주한 금액은 5205억원으로 45.41%에 그쳤다. 지역별 연고지 업체의 수주 비율이 낮은 곳은 강원 18.99%, 울산 19.28%, 경북 21.07% 순이다.
이에 대해 김윤덕 의원은 "지역업체와 공동도급을 하도록 의무화하고 결과적으로 수도권 업체 중심의 국책사업으로 수행됐다"며 "혁신도시 뿐만 아니라 지역에서 진행되는 관급공사에 대해 지역업체 참여를 의무화할 수 있는 제도개선이 필요하다"고 말했다.

### 충남권 혁신도시 건설
충남권에 행정중심복합도시(세종특별자치시)가 건설되면서 많은 영향을 끼쳤다. 그러나 2012년 7월 1일 충청남도에서 독립하게 되어 현재 충청남도는 비수도권에서 유일하게 혁신도시가 존재하지 않는 도가 됐다. 이에 대하여 2019년 여러 서명 운동을 펼쳤다. 2020년 대전·충남 지역에도 혁신도시를 건설해서 일자리를 창출하겠다는 법안이 국회에서 통과됐다.

## 같이 보기
- 행정중심복합도시
- 아시아문화중심도시
- 기업도시
- 신도시
- 위성도시
- 국가균형발전위원회
- 지역발전위원회
- 대한민국의 지역 감정
- 국제과학비즈니스벨트
- 대한민국의 동남권 신공항 논란
- 대한민국의 공공기관 목록
- 참여정부
- 한국산업단지공단
- 산업단지
- 대한민국의 국가산업단지 목록
- 일반산업단지